# مانويل ناخيرا
مانويل ناخيرا (بالإسبانية: Manuel Nájera)‏ (20 ديسمبر 1952 في المكسيك - ) هو لاعب كرة قدم مكسيكي في مركز الدفاع، شارك في كأس العالم 1978. وشارك مع منتخب المكسيك لكرة القدم. أما مع النوادي، فقد لعب مع نادي بويبلا ونادي جامعة غوادالاخارا ونادي مونتيري وزاكاتيبيك ونادي أورو.

## وصلات خارجية
- مانويل ناخيرا على موقع الاتحاد الدولي (مؤرشف)  (الإنجليزية)
- مانويل ناخيرا على موقع ناشيونال فوتبول تيمز (الإنجليزية)